# 莫斯科环球影城
莫斯科环球影城是位於俄罗斯莫斯科的一座環球影城，计划于2012年宣佈，由環球主題樂園及度假村營運。